# Seton (efternamn)
Seton är ett ursprungligen skotskt efternamn.
I april 2016 var 21 personer med efternamnet Seton bosatta i Sverige.

## Personer med efternamnet Seton
- Alexander Seton (1768–1828), skotsk-svensk fornforskare
- Anya Seton (1906–1990), amerikansk författare
- Elizabeth Ann Seton (1774–1821), amerikansk katolsk nunna och ordensstiftare
- Ernest Thompson Seton (1860–1946), amerikansk författare
- George Seton (1696–1786), skotsk-svensk skeppsredare och köpman
- Glenn Seton  (född 1965), australisk racerförare
- Hugh Seton-Watson (1916–19849, brittisk historiker
- Mary Seton (1549–1615), skotsk hovdam
- Robert William Seton-Watson (1879–1951), engelsk historiker